# Аулин, Лаура Вальборг
Лаура Вальборг Аулин (швед. Laura Valborg Aulin; 9 января 1860, Евле — 13 марта 1928, Эребру) — шведская пианистка, композитор, педагог.

## Биография
Первые уроки фортепиано получила от бабушки — пианистки и педагога. С 1872 г. училась у X. Тегерстрёма, с 1873 г. — у А. Рубенсона. В 1882 г. окончила Королевскую музыкальную консерваторию в Стокгольме у Г. Беренса и Л. Нормана. В 1885—1887 гг. училась в Копенгагене у Н. Гаде и в Париже у Ж. Массне, Э. Гиро и Б. Годара .
С 1887 г. преподавала в Стокгольме фортепиано, гармонию, контрапункт и композицию, с 1903 г. — органист и педагог в Эребру.

### Семья
Отец — Альфред Аулин (швед. Lars Axel Alfred Aulin; 1826—1869), преподаватель классических языков, музыкант-любитель; член Мазерского общества квартетов, где играл на скрипке и альте. Он также занимал должность в Стокгольмской средней школе, где преподавал классические языки .
Мать — Эдла, урождённая Хольмберг (швед. Edla Holmberg), училась пению.
Брат — Тур (1866—1914), композитор и дирижёр.

## Творчество
Первое публичное выступление вместе с братом состоялось в 1880 г. в Сёдерчёпинге; в 1881 г. они совершили тур по Норрланду. С 1887 г. концертировала как пианист со своим братом и Квартетом Аулин (1887 — второй фортепианный квартет Сен-Санса си мажор op. 41; 1889 — квартет соль минор Моцарта).

### Избранные произведения
для оркестра
- сюита Tableaux Parisiens, соч. 15

для хора и оркестра
- торжественная месса Pie Jesu Domine, соч. 13
- Herr Olof, соч. 3 («На лугу у тёмных гор») — баллада для тенора, смешанного хора и оркестра, текст Карла Давида Вирсена (1880)
- Procul este! соч. 28 («Gå stum, ja stum») — для сопрано, смешанного хора, арфы и струнных (1886)
- Veni Sanctu Spiritus, соч. 31 (32?) — гимн для смешанного хора и оркестра / фортепиано (1898)

для хора с сопровождением
- Julsång, соч. 23 («Dagen uppgår») — для смешанного хора и органа, текст К. А. Мелина[швед.] (Т. Мур)
- Три произведения для женского хора и фортепиано
  - Баркарола
  - Klagar rosen klagar kaprifolen?
  - Когда роза цветёт

для хора a cappella
- два хора, соч. 24 (Моё счастье было так коротко; Растворение звезды)

песни
- 4 песни из Книги песен Гейне, соч. 9
- 2 песни, соч. 19 (Vaggsång; Был ли это сон ?)

камерная музыка
- Струнный квартет № 1 фа мажор (1884)
- Струнный квартет № 2 ми минор, соч. 17 (1889)

для фортепиано
- 5 симфонических поэм для фортепиано, соч. 7 (ок. 1882; Колыбельная; Мазурка; Vårhälsning; Экспромт; Воспоминания)
- 7 пьес для фортепиано, соч. 8 (ок. 1884; Романс; Вальс; Элегия; Полонез; Скерцо; Каприз; Фантазия)
- Соната для фортепиано фа минор, соч. 14 (Grande Sonate sérieuse) [5]
- Листки из альбома, соч. 29 (ок. 1889)
- Вальс-элегия (ок. 1892)
- Фантазии, соч. 30 (1898)

для органа
- Медитация.